# Ivan Brull
Ivan Brull i Pons (nombre de pluma y artístico: Ivan Brull; Valencia, 1978) es un ingeniero, músico, cantautor y poeta español en valenciano.

## Biografía
Residente en Silla, localidad donde estudió el grado mediano de violín en el Conservatorio Profesional de Música, es ingeniero químico por la Universidad Politécnica de Valencia. Su producción literaria la empezó en 2010, con la publicación de Cantaments, un libro de poesías —con un total de treinta y nueve poemas divididos en cuatro partes— con el que ganó el decimotercer premio de poesía Jaume Bru i Vidalla de los Premios Literarios de la Ciudad de Sagunto. Entre los años 2010 y 2012 dirigió en la Universidad Politécnica de Valencia el taller de poesía «Vers», este mismo último año publicó su segunda obra, Guia de perduts y tres años más tarde, en 2015, el libro Sobre l’unicorn con el que se le concedió el premio Benvingut Oliver de poesía en la edición treinta y cinco de los premios Vila de Catarroja.
Brull también colabora en revistas literarias como Caràcters, donde publicó una breve biografía del poeta Peter Balakian y tradujo del inglés al catalán Primavera incipient —Early Spring—, entre otros, y ha editado un trabajo discográfico en formato CD, Canvi dels àngels (Comboi Records, 2015), en el que interpreta musicalmente sus poemas.

## Obra publicada
- Cantaments (Benicarló, Ed: Onada, 2010)[2]
- Guia de perduts (Ed: Germania, 2012)[7]
- Sobre l'unicorn (Ed: Perifèric, 2015)[8]